# Schizaea elegans
Schizaea elegans là một loài dương xỉ trong họ Schizaeaceae. Loài này được Vahl Sw. mô tả khoa học đầu tiên năm 1801.